# Almaz

Az Almaz vázlata

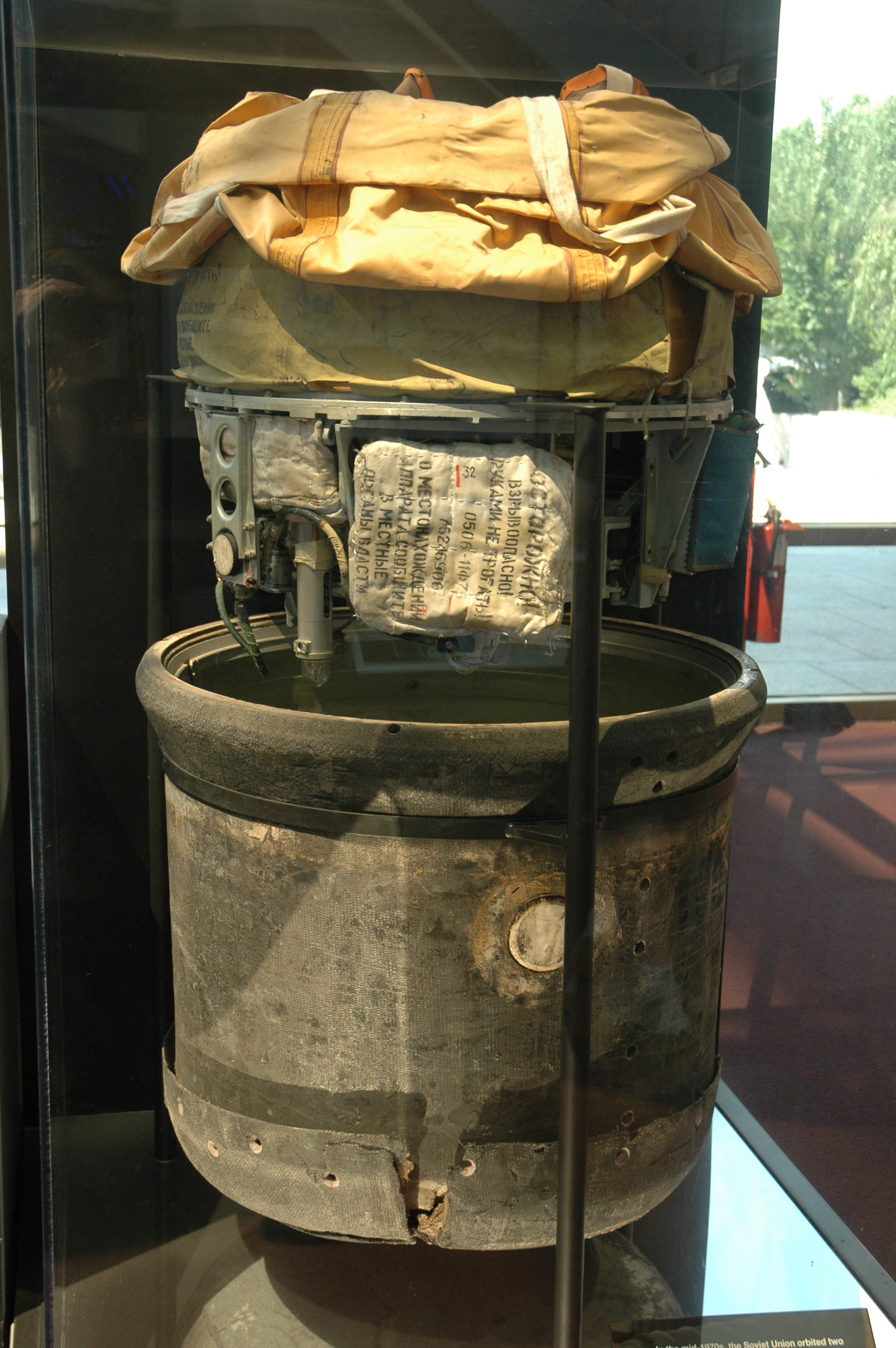
A Szaljut–5-ön használt visszatérő filmkapszula

Az Almaz (cirill betűkkel: Алмаз, magyarul: gyémánt) egy szovjet katonai űrállomás volt, melyet a Vlagyimir Cselomej irányítása alatt álló OKB–52 tervezőirodában terveztek.
Az űrállomáson az űrhajósok rendelkezésére álltak volna nagy teljesítményű kamerák, radar és az állomás védelmére szolgáló fegyverek.
Az Almaz űrállomás kiszolgálására fejlesztették ki a TKSZ űrhajót, valamint visszatérő modulok is tartoztak hozzá.
Összesen öt Almaz típusú űrállomást állítottak pályára. Ebből kettő személyzet nélkül, automatikus üzemmódban repült Koszmosz–1870 és Almaz–1 néven, három példány személyzetet is fogadott, ezek a katonai jellegű program rejtése miatt Szaljut néven álltak pályára.
Bár a programot elhalasztották, majd végleg törölték a késői 60-as években, amikor Cselomej elvesztette a szovjet kormány bizalmát, az Almaz terveinek alapjain készült el a Szaljut–1.
Az Almaz (és Szaljut) űrállomások két hengeres részből álltak, az egyik 2,9 m átmérőjű és 3,51 m hosszú, míg a másik 4,15 m átmérőjű és 2,72 m hosszú volt. A két részt egy 1,2 m hosszú kúpos rész kötötte össze. A kisebb átmérőjű rész végén, a szerkezet tengelyében található a dokkoló egység.
Az űrállomás energiaellátását 2 darab napelemtábla biztosította, melyek összesen 3,1 kW teljesítményt adtak le.
Az űrállomás meghajtásáról a dokkoló egység két oldalán elhelyezett 4 kN tolóerejű rakétahajtómű gondoskodott.
A fő fényképezőgép 50X50 cm-es filmkockára, 6,5 m fókusztávolságú objektívvel készített felvételeket.
Az adatok visszajuttatására részben rádiókapcsolat, részben egy hozzávetőleg 360 kg tömegű visszatérő kapszula szolgált. A kapszula részben ejtőernyős, részben légpárnás fékezéssel ért földet. Ha a képeket nem rádiókapcsolaton keresztül küldték vissza a földre, az előhívás és a szkennelés hozzávetőleg fél órát vett igénybe.
Az Almaz űrállomásokat személyzet nélkül indították, s legénységet Szojuz űrhajókkal szállították az űrállomásra.

## Almaz űrállomások (zárójelben az indítás időpontja)
- Szaljut–2 (1973. április 3.)
- Szaljut–3 (1974. június 24.)
- Szaljut–5 (1976. június 22.)